# Arany akara
Az arany akara (Andinoacara rivulatus) a sugarasúszójú halak (Actinopterygii) osztályának sügéralakúak (Perciformes) rendjébe, ezen belül a bölcsőszájúhal-félék (Cichlidae) családjába tartozó faj.

## Előfordulása
Az arany akara előfordulási területe a Dél-Amerikában levő Andok csendes-óceáni oldalán van. Pontosabban az ecuadori Esmeraldas- és a perui Tumbes-folyórendszerekben található meg.

## Megjelenése
Ez a bölcsőszájúhalfaj legfeljebb 20 centiméter hosszúra nő meg.

## Életmódja
Trópusi és édesvízi hal, amely a 20-24 Celsius-fokos vízhőmérsékletet és a 6,5-8 pH értékű vizet kedveli. A folyómeder fenekének a közelében tartózkodik.

## Szaporodása
A nőstény akár 600 darab ikrát is rakhat, a kavicsok közé készített fészekbe. Az ikrák és a frissen kikelt ivadékok gondozásáról, illetve védelmezéséről az anyaállat gondoskodik. A párja ezalatt az általuk kijelölt területet védelmezi a betolakodókkal szemben.

## Felhasználása
Élelmezési célokból nem fontos; azonban közkedvelt akváriumi halfaj; emiatt ipari mértékben kereskednek vele, illetve tenyésztik.

## Képek

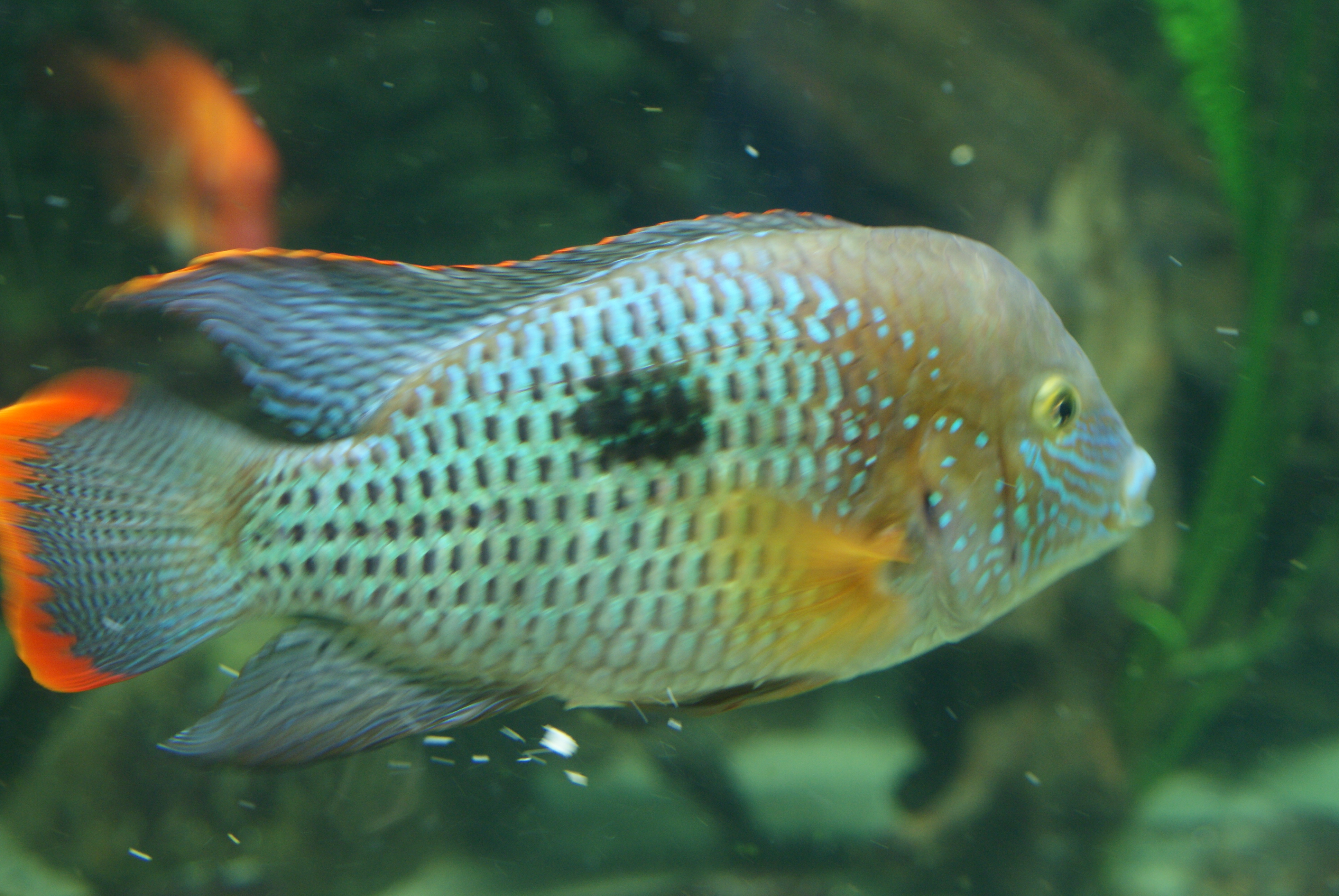
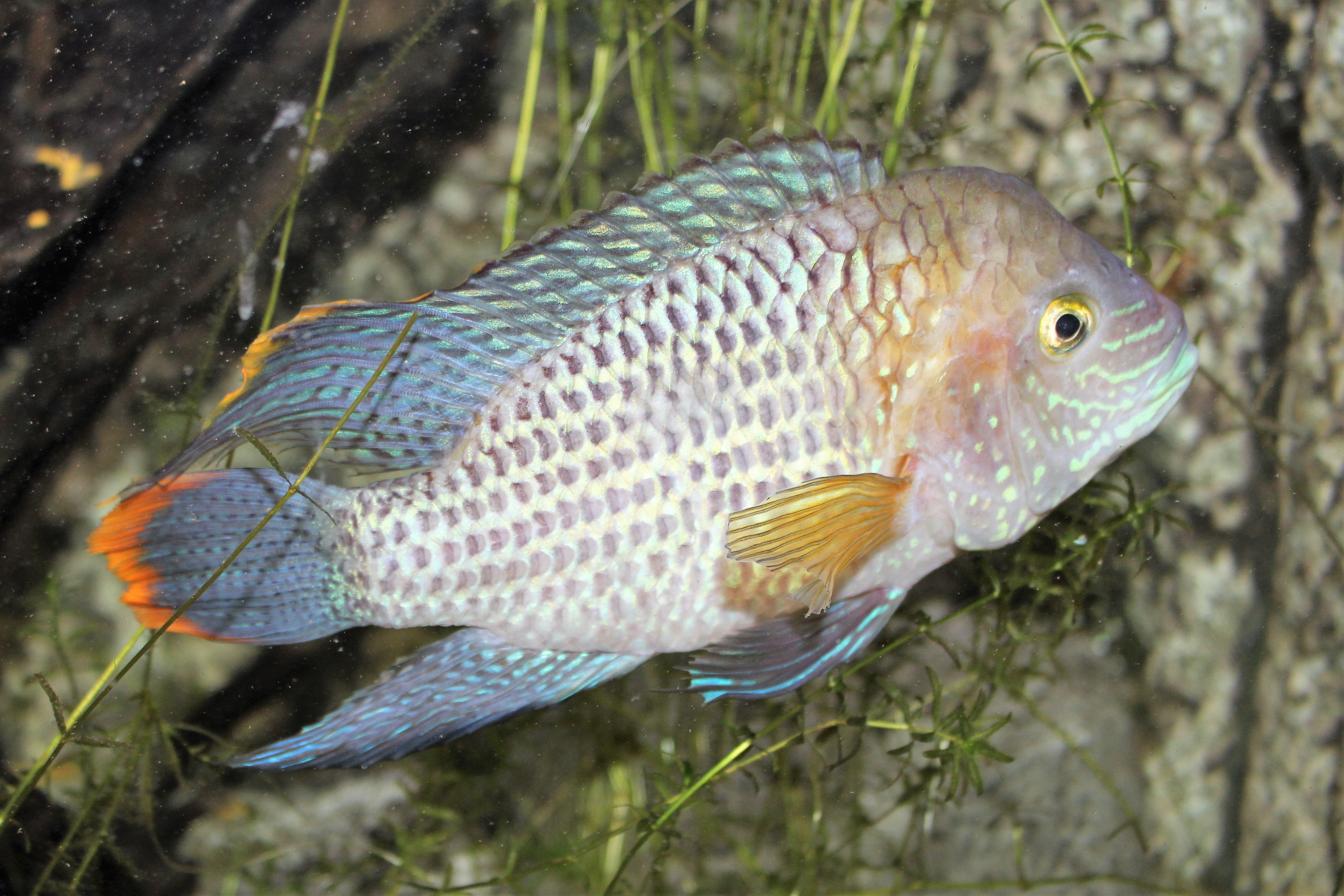
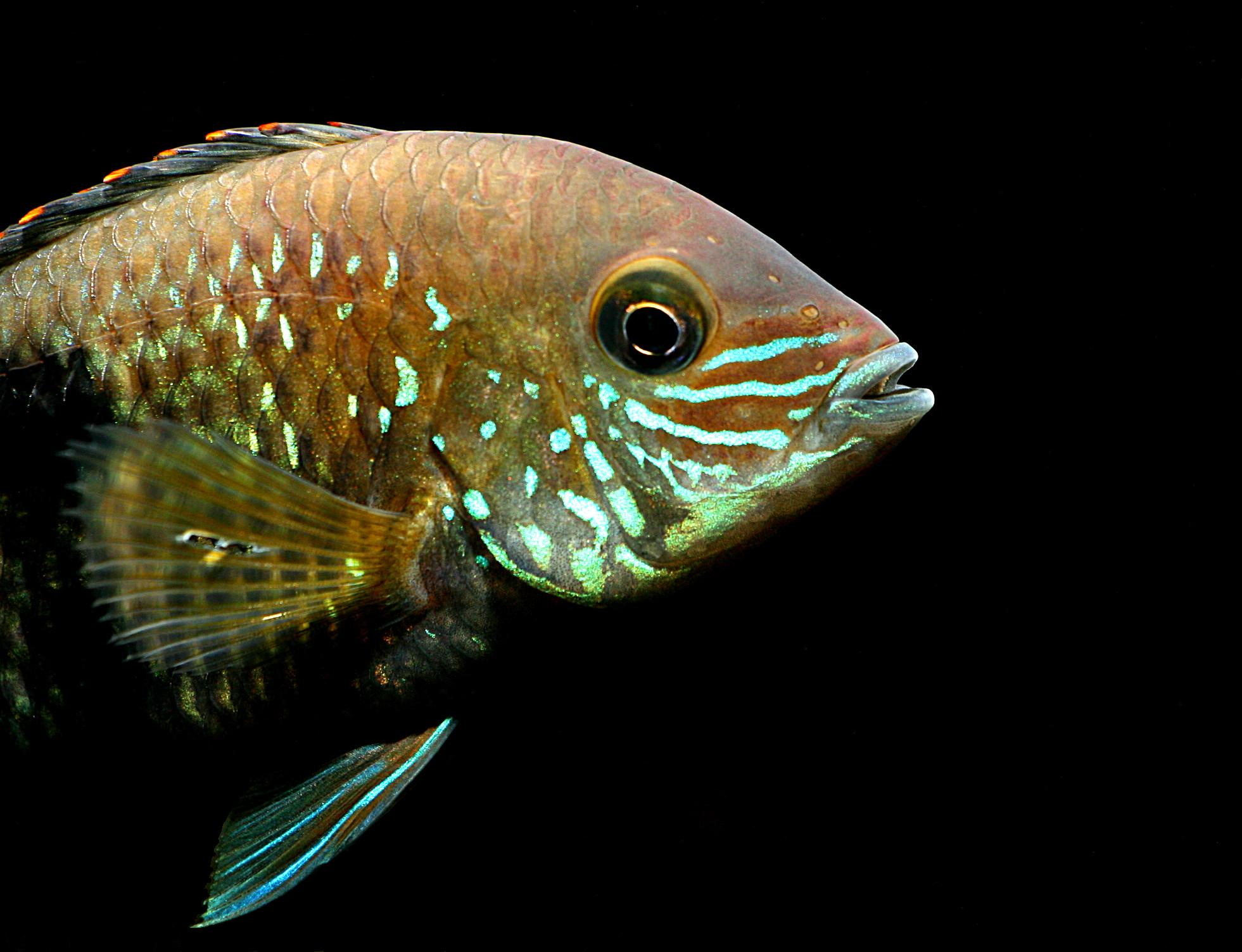
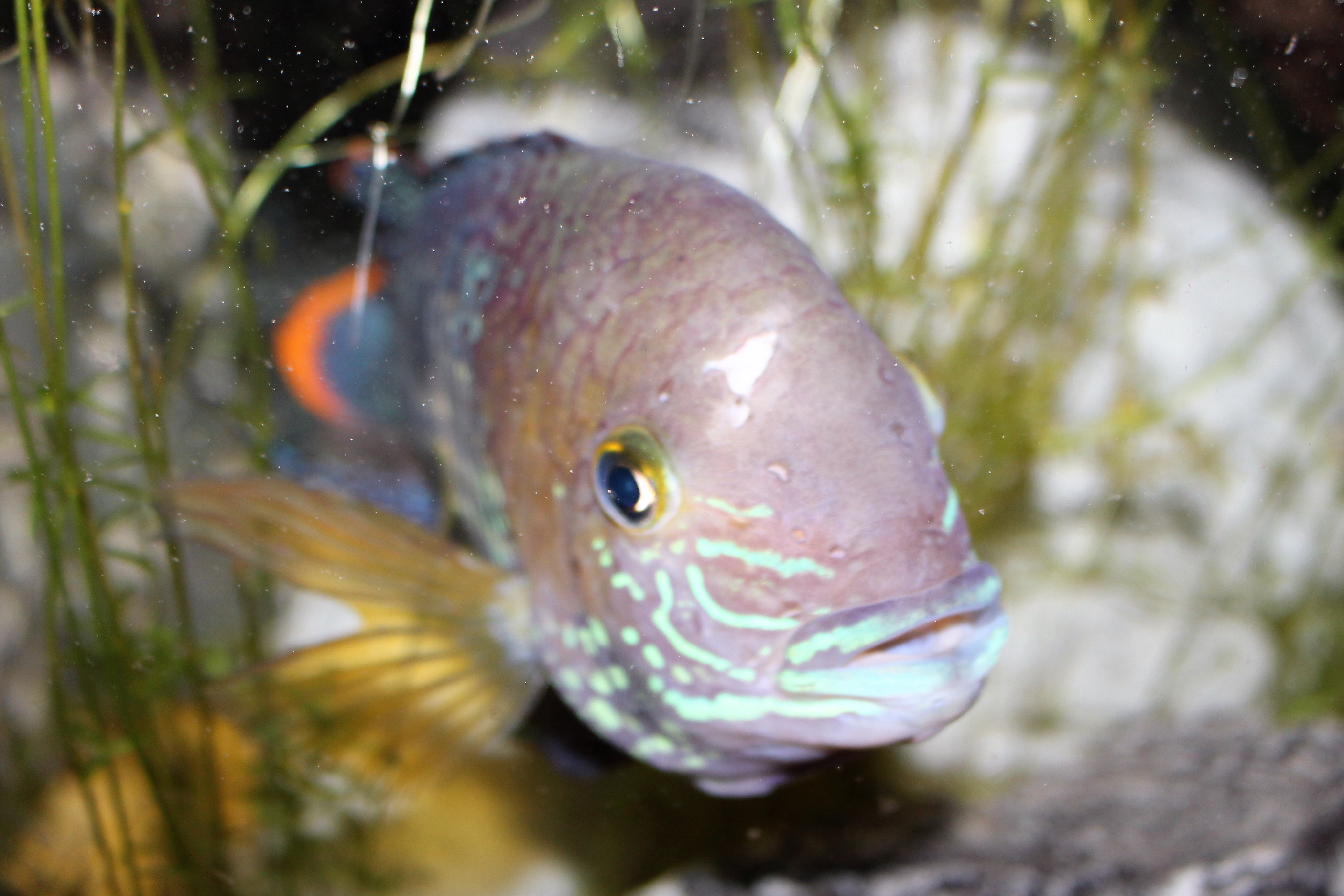